# Église de la Nativité-de-Notre-Dame de Chauvirey-le-Châtel
L'église de la Nativité-de-Notre-Dame est une église catholique située à Chauvirey-le-Châtel, en France.

## Localisation
L'église est située sur la commune de Chauvirey-le-Châtel, dans le département français de la Haute-Saône.

## Historique
L'édifice est inscrit au titre des monuments historiques en 2010.